# Turisme antàrtic

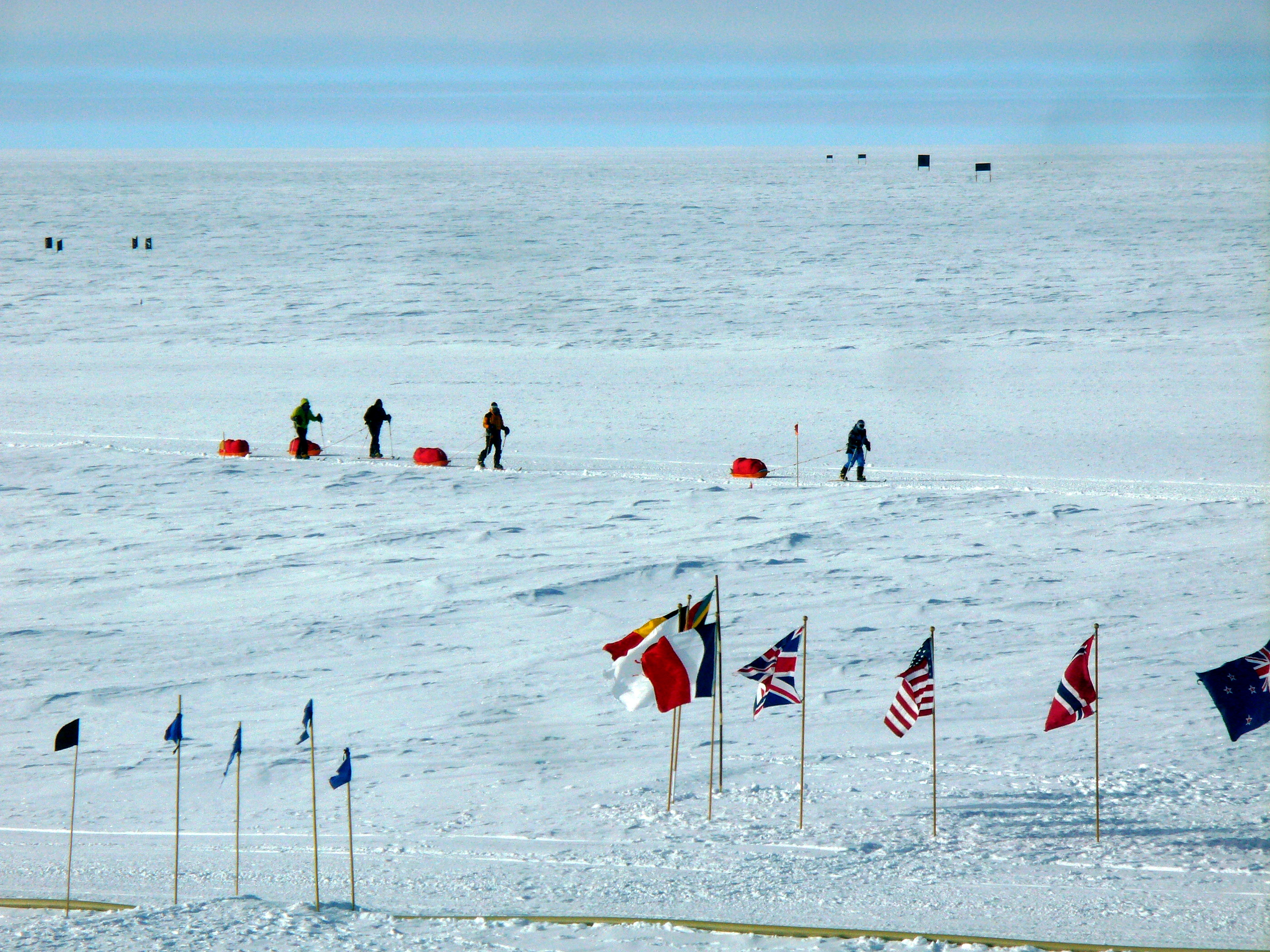
Un grup d'esquiadors arriba al pol sud, el desembre de 2009

El turisme antàrtic és el turisme que té com a destinació l'Antàrtida. El turisme va començar a les zones costaneres de l'Antàrtida durant la dècada del 1960. Els vols turístics d'avions per sobrevolar el continent des d'Austràlia i Nova Zelanda es van iniciar a la dècada del 1970 i es van reprendre a la dècada del 1990. La temporada turística dura de novembre a març. La majoria dels 14.762 visitants estimats a l'Antàrtida entre 1999 i 2000 van fer creuers marítims. Durant la temporada turística 2009-2010, més de 37.000 persones van visitar l'Antàrtida.

## Normativa
Les empreses turístiques estan obligades pel Tractat de l'Antàrtida a tenir un permís per visitar l'Antàrtida. Com que cap país no és propietari de l'Antàrtida, els països que han signat el Tractat de l'Antàrtida emeten permisos, en lloc de visats. Per exemple, un australià que viatja a l'Antàrtida amb una empresa turística hauria de demostrar el compliment de la Llei de 1980 del Tractat Antàrtic (Protecció del Medi Ambient) mitjançant una Avaluació d'Impacte Ambiental (EIA) aprovada per la Divisió Antàrtica Australiana (AAD) del Departament d'Agricultura, Aigua i Medi Ambient.
Molts creuers per mar inclouen un aterratge en un bot inflable semirígid, zodiac o helicòpter. Algunes visites terrestres poden incloure muntanyisme, esquí o fins i tot una visita al pol Sud.
El Protocol ambiental del Tractat de l'Antàrtida no tracta específicament el turisme, però les seves disposicions contribueixen a minimitzar els impactes adversos dels turistes perquè, un cop ratificat, el protocol és legalment vinculant per a tots els visitants de l'Antàrtida, siguin en viatges governamentals o privats. Hi ha regulacions per origen, com per exemple la de Xile, que exigeix que tots els capitans dels vaixells que van a l'Antàrtida assisteixin a una escola d'un mes de navegació antàrtica. Nova Zelanda envia un representant del govern a tots els vaixells que visiten la dependència de Ross per supervisar les visites a les cabanes històriques i la base Scott i observar com es compleixen les disposicions del tractat i el protocol. El 2008, el govern de Corea del Sud va aprovar una llei que prohibeix als titulars de passaports coreans visitar l'Antàrtida.

## Creuers marítims

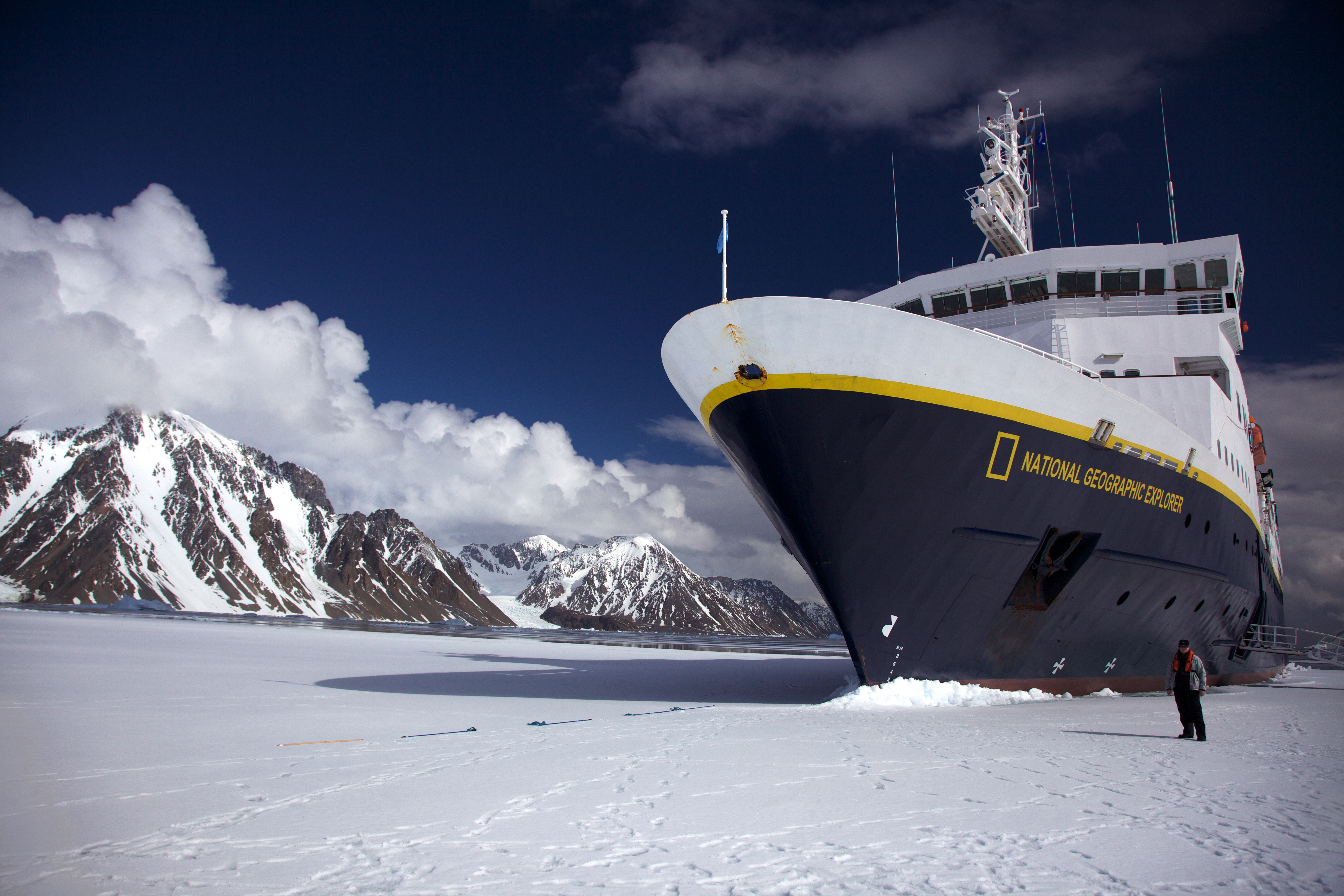
El vaixell d'expedició National Geographic Explorer

Durant la dècada de 1920, un vaixell de correu de les illes Malvines, el SS Fleurus, va fer viatges anuals a les illes Shetland del Sud i a les illes Òrcades del Sud per donar servei a les estacions de caça de balenes i foques. Portava un petit nombre de passatgers comercials, i comercialitzava "tiquets turístics" d'anada i tornada. Aquests van ser probablement els primers turistes comercials que van navegar cap a l'Antàrtida.
Lars-Eric Lindblad va ser pioner en el creuer d'expedició modern; el 1969, va llançar el MS Lindblad Explorer, un revestiment dissenyat específicament per aquest fi.
Hi ha creuers marítims limitats al mar de Ross i a les regions de l'Antàrtida oriental (badia de la Commonwealth). L'empresa de viatges per a expedicions de Nova Zelanda Heritage Expeditions opera creuers a aquestes regions diverses vegades a l'any a bord del vaixell Heritage Adventurer, reforçat pel gel.

## Vols panoràmics

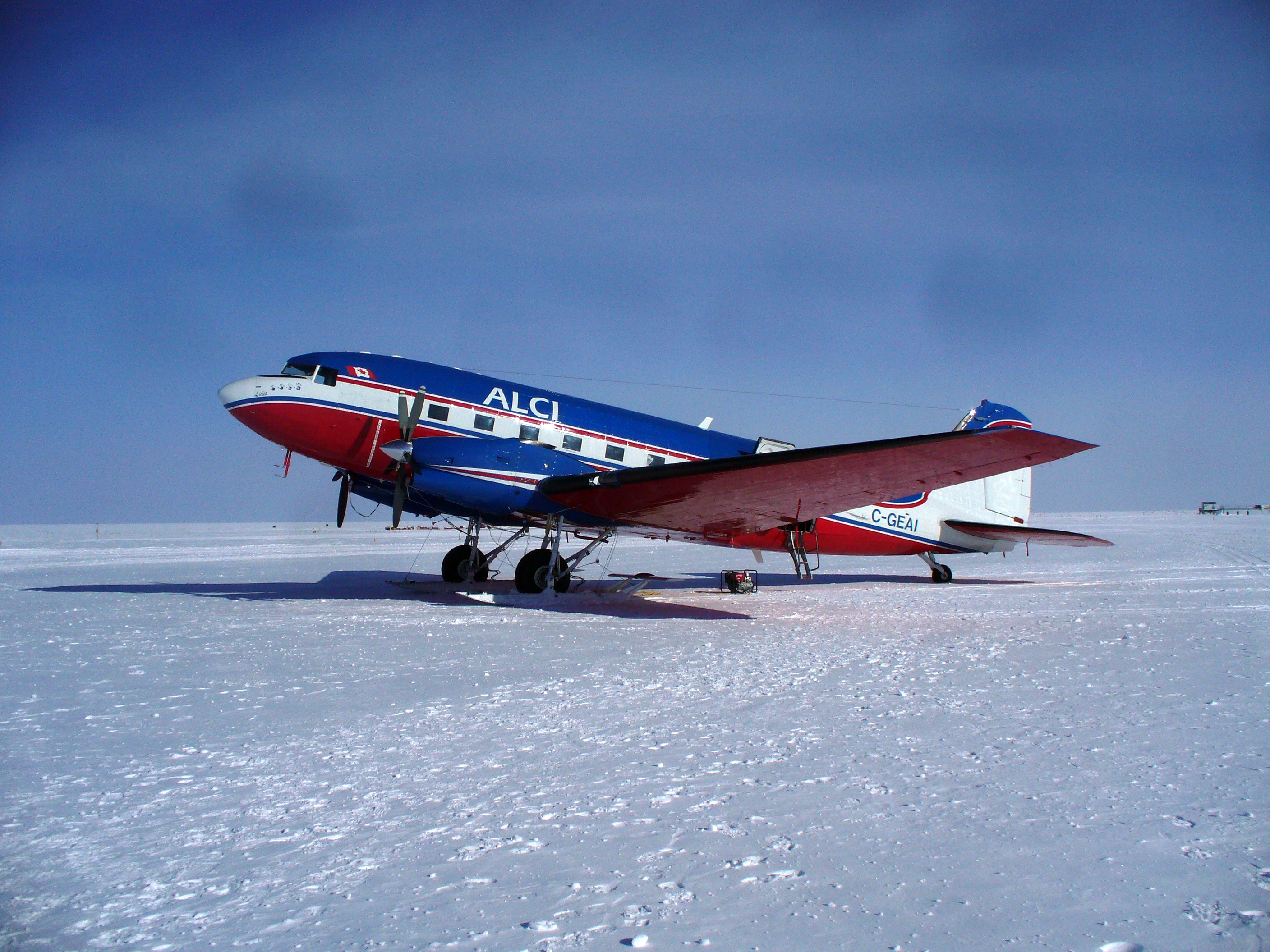
Un Basler BT-67 propietat de l'Antarctic Logistics Center International i utilitzat per a vols turístics a l'Antàrtida, al pol sud el desembre de 2009

La majoria de vols panoràmics a l'Antàrtida s'han organitzat des d'Austràlia i Nova Zelanda, i les companyies aèries d'ambdós països van començar els vols el febrer de 1977.
El primer vol panoràmic d'Air New Zealand va tenir lloc el 15 de febrer de 1977 i en van seguir cinc més aquell any, després quatre el 1978 i quatre més el 1979. Els vols van ser operats amb McDonnell-Douglas DC-10 i van sortir des d'Auckland, sobrevolant l'illa de Ross fins a McMurdo Sound abans de tornar a Auckland amb una parada de combustible a Christchurch. Els vols posteriors van volar sobre la base Scott en lloc de sobre l'illa de Ross, ja que l'avió podia baixar a una altitud baixa per proporcionar una millor visibilitat als passatgers. Molts vols van portar investigadors antàrtics experimentats com a guies, inclòs almenys en una ocasió Edmund Hillary, i van durar aproximadament 12 hores, de les quals quatre sobre la terra continental antàrtica. Air New Zealand va cancel·lar i mai va reprendre el seu programa de vol a l'Antàrtida després del desastre del TE901, on un error de planificació de la ruta va provocar que l'avió s'estavellés al Mont Erebus el 28 de novembre de 1979 amb la pèrdua de les 257 vides a bord.
Qantas va operar el seu primer vol antàrtic el 13 de febrer de 1977, un xàrter organitzat per l'empresari de Sydney Dick Smith. El 1979, vint-i-set vols havien transportat més de 7.000 passatgers. Els Boeing 747-200B més utilitzats i van volar des de Sydney, Melbourne o Perth en una de les dues rutes "de gel". Un va anar al llarg de la costa de la Terra de George V fins a la base francesa a la Terra d'Adèlia, després de tornada per sobre del pol magnètic sud. L'altre va passar per la Terra d'Oates i el nord de Victòria fins al cap Washington a la dependència de Ross. El 1977, un vol va duplicar la ruta d'Air New Zealand i va sobrevolar McMurdo Sound i Mount Erebus. Alguns vols més curts des de Melbourne també van ser operats per Boeing 707. Qantas també va cancel·lar el seu programa antàrtic el 1980 després del desastre TE901, quan havia transportat 10.000 turistes.
Qantas va reprendre els vols el 1990 a l'estiu des de Sydney, Perth i Melbourne amb Boeing 747-400.El 2020, Qantas va tornar a iniciarel programa de vols turístics. Els vols duren 12 hores i costen entre 1.000 i 8.000 dòlars.
També hi ha hagut sobrevols escènics anteriors, inclosos alguns des de Xile el 1958.

## Nàutica
Hi va haver viatges privats amb iots a l'oceà Austral des de finals de la dècada del 1960, amb algunes circumnavegacions de l'Antàrtida, per exemple, per David Henry Lewis el 1972.
Actualment hi ha uns 30 iots cada any que visiten la Península Antàrtica, que es troba en la regió més càlida del continent.